# Stanisław Waśkiewicz
Stanisław Waśkiewicz (ur. 9 września 1947 w Drzewicy, zm. 28 września 2012 w Streamwood w stanie Illinois) – polski lekkoatleta średniodystansowiec, mistrz Polski.
Zdobył srebrny medal w sztafecie 4 × 400 metrów na europejskich igrzyskach juniorów w 1966 w Odessie, a w biegu na 800 m odpadł w eliminacjach. Na mistrzostwach Europy w 1969 w Atenach odpadł w półfinale biegu na 800 metrów. Na halowych mistrzostwach Europy w 1970 w Wiedniu zdobył srebrny medal w sztafecie 2+3+4+5 okrążeń (wraz z nim biegli Edmund Borowski, Kazimierz Wardak i Eryk Żelazny).
Na mistrzostwach Europy w 1971 w Helsinkach ponownie odpadł w półfinale biegu na 800 m. Na halowych mistrzostwach Europy w 1972 w Grenoble zdobył brązowy medal w sztafecie 4 × 4 okrążenia (razem z nim biegli Zenon Szordykowski, Krzysztof Linkowski i Andrzej Kupczyk).
Był mistrzem Polski w biegu na 800 m w 1970 i 1970 oraz w sztafecie 4 × 400 m w 1968, wicemistrzem w sztafecie 4 × 400 m w 1969 oraz brązowym medalistą na 800 m w 1973. 
W latach 1969–1972 startował w dwunastu meczach reprezentacji Polski w biegu na 800 m i w sztafecie 4 × 400 m, odnosząc 1 zwycięstwo indywidualne.
Rekordy życiowe:
- bieg na 800 metrów – 1:46,8 (28 czerwca 1971, Warszawa)[5]

Był zawodnikiem Zawiszy Bydgoszcz i ŁKS Łódź.
Wykryta wada serca uniemożliwiła mu kontynuowanie kariery zawodniczej. W 1976 ukończył studia na AWF w Poznaniu, a następnie wyemigrował do Stanów Zjednoczonych, gdzie zmarł 28 września 2012.